# Europäischer Platz (Kiew)
Koordinaten: 50° 27′ 7,9″ N, 30° 31′ 39,2″ O
Der Europäische Platz (ukrainisch Європе́йська пло́ща Jewropejska ploschtscha) ist ein Platz und ein wichtiger Verkehrsknotenpunkt im Zentrum der ukrainischen Hauptstadt Kiew. Benannt ist der Platz nach einem Hotel, das hier einstmals stand.
Der Europäische Platz ist, neben dem Majdan Nesaleschnosti und dem Bessarabska-Platz, einer der drei Plätze am Chreschtschatyk.

## Lage und Bebauung
Am Europäischen Platz beginnen der Chreschtschatyk, die Mychaila Hruschewskoho Straße (Михайла Грушевського), die bergauf zum Nationalen Kunstmuseum führt, der Wolodymyr-Steig an dessen Beginn sich die Nationale Philharmonie der Ukraine befindet sowie die Trjochswjatytelska-Straße.

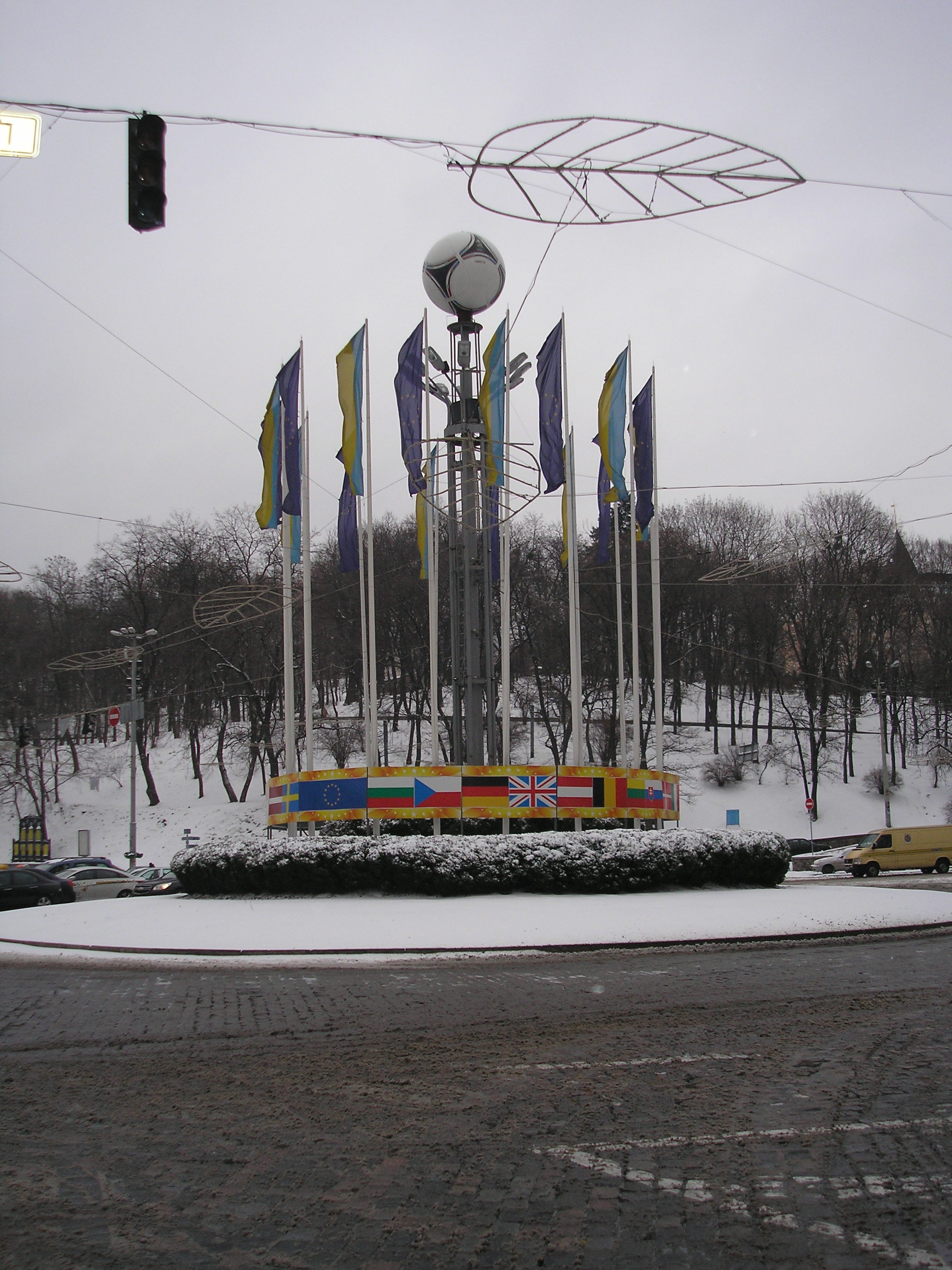
Mitte des Platzes mit Symbol der Fußball-Europameisterschaft 2012

Am Platz finden sich einige Sehenswürdigkeiten der Stadt wie das Ukrainische Haus (Український дім), das Hotel Dnepr, und die Nationale Parlamentsbibliothek. In Richtung des Dnepr-Ufer befindet sich der Chreschtschatyj-Park mit dem Freiheitsbogen des ukrainischen Volkes.
Von 1892 bis 1972 verband die erste Kiewer Straßenbahn den Europäischen Platz mit dem Postplatz in Podil.